# Талан, Роман Сергеевич
Роман Сергеевич Талан (укр. Роман Сергійович Талан; род. 4 февраля 1988 года в Курской области, РСФСР) — украинский фигурист выступающий в парном катании с Елизаветой Усманцевой. Ранее, в паре с Екатериной Костенко, чемпион Украины, участник Олимпийских игр 2010 года.

## Карьера
Первой парнёршей с которой они вышли на международный уровень у Романа была Юлия Гореева. Они выступали по юниорам и дважды участвовали в чемпионате мира среди юниоров, занимая невысокие места. Лучшим было достижение в 2006 году 11 место.
С сезона 2007—2008 Роман выступает в паре с Екатериной Костенко. Они выиграли чемпионат Украины 2009 года в отсутствии сильнейшей украинской пары Татьяны Волосожар и Станислава Морозова.
Вошли в сборную Украины на зимние Олимпийские игры 2010 года и заняли там 20-е, последнее, место.
После окончания спортивной карьеры, вместе с бывшей партнёршей Екатериной Костенко, занялся тренерской деятельностью.

### В паре с Усманцевой Елизаветой
В 2013 году вновь вернулся в любительский спорт, встав в пару с Елизаветой Усманцевой.
В сентябре 2013 г. на соревнованиях Nebelhorn Trophy завоевали право для Украины выступать на Олимпийских Играх в Сочи 2014, соревнованиях спортивных пар. Также, получение этой лицензии дало право украинским спортсменам выступать в командных соревнованиях на Олимпийских Играх 2014. Однако, по результатам Чемпионата Украины 2013, и в соответствии с решением Федерации, вместо них на Олимпиаду были отправлена спортивная пара - Юлия Лаврентьева/Юрий Рудык.
Для многих было странным решение Романа продолжить выступление и на следующий сезон. Вначале пара снялась с этапов Гран-при, но в декабре они выступили на хорватском турнире Золотой конёк Загреба 2014.
Тренирует пару бывшая партнерша и жена Романа Екатерина Костенко.

## Личная жизнь
В 2011 году Роман женился на своей бывшей парнерше Екатерине Костенко, в феврале 2012 года у них родилась дочь.

## Спортивные достижения

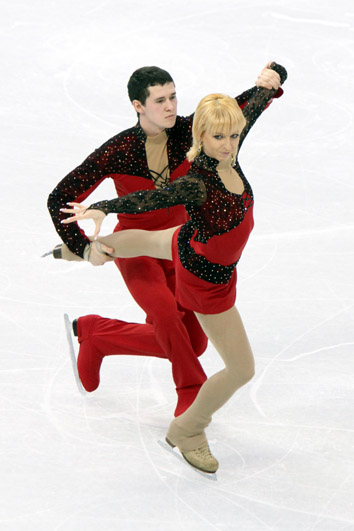
Костенко и Талан на Олимпийских играх 2010 года.

(с Е.Усманцевой)
| Соревнование          | 2013—2014 | 2014—2015 |
| --------------------- | --------- | --------- |
| Чемпионаты Украины    | 2         |           |
| Nebelhorn Trophy      | 8         |           |
| Золотой конёк Загреба |           | 7         |
| Coupe de Printemps    | 1         |           |

(с Е.Костенко)
| Соревнование            | 2007—2008 | 2008—2009 | 2009—2010 | 2010—2011 |
| ----------------------- | --------- | --------- | --------- | --------- |
| Зимние Олимпийские игры |           |           | 20        |           |
| Чемпионаты мира         |           |           | 22        |           |
| Чемпионаты Европы       | 13        | 18        |           |           |
| Чемпионаты Украины      | 2         | 1         | 2         |           |
| Золотой конёк Загреба   |           | 3         |           |           |
| Coupe de Nice           |           |           | 3         | 6         |
| NRW Trophy              |           |           | 5         |           |
| Зимние Универсиады      |           | 7         |           |           |

(с Ю.Гореевой)
| Соревнование                       | 2004—2005 | 2005—2006 |
| ---------------------------------- | --------- | --------- |
| Чемпионаты мира среди юниоров      | 14        | 11        |
| Чемпионаты Украины среди юниоров   | 2         |           |
| Этапы юниорского Гран-при, Эстония |           | 4         |
| Украинский сувенир                 | 7         |           |